# 2015-ös Formula–1 japán nagydíj
A japán nagydíj volt a 2015-ös Formula–1 világbajnokság tizennegyedik futama, amelyet 2015. szeptember 25. és szeptember 27. között rendeztek meg a japán Suzuka Circuit-ön, Szuzukában.

## Szabadedzések

### Első szabadedzés
A japán nagydíj első szabadedzését szeptember 25-én, pénteken délelőtt tartották.
| helyezés | versenyző        | csapat/motor         | elért idő  | különbség | futott kör |
| -------- | ---------------- | -------------------- | ---------- | --------- | ---------- |
| 1        | Carlos Sainz Jr. | Toro Rosso-Renault   | 1:49,434   | −         | 10         |
| 2        | Danyiil Kvjat    | Red Bull-Renault     | 1:49,938   | +0,504    | 7          |
| 3        | Nico Rosberg     | Mercedes             | 1:50,077   | +0,643    | 14         |
| 4        | Sebastian Vettel | Ferrari              | 1:50,519   | +1,085    | 12         |
| 5        | Lewis Hamilton   | Mercedes             | 1:50,722   | +1,288    | 6          |
| 6        | Max Verstappen   | Toro Rosso-Renault   | 1:50,940   | +1,506    | 10         |
| 7        | Kimi Räikkönen   | Ferrari              | 1:51,212   | +1,778    | 15         |
| 8        | Felipe Massa     | Williams-Mercedes    | 1:52,288   | +2,854    | 12         |
| 9        | Marcus Ericsson  | Sauber-Ferrari       | 1:53,820   | +4,386    | 12         |
| 10       | Valtteri Bottas  | Williams-Mercedes    | 1:53,964   | +4,530    | 14         |
| 11       | Felipe Nasr      | Sauber-Ferrari       | 1:54,013   | +4,579    | 9          |
| 12       | Jenson Button    | McLaren-Honda        | 1:55,678   | +6,244    | 6          |
| 13       | Daniel Ricciardo | Red Bull-Renault     | idő nélkül | –         | 1          |
| 14       | Nico Hülkenberg  | Force India-Mercedes | idő nélkül | –         | 4          |
| 15       | Sergio Pérez     | Force India-Mercedes | idő nélkül | –         | 3          |
| 16       | Fernando Alonso  | McLaren-Honda        | idő nélkül | –         | 5          |
| 17       | Pastor Maldonado | Lotus-Mercedes       | idő nélkül | –         | 1          |
| 18       | Jolyon Palmer    | Lotus-Mercedes       | idő nélkül | –         | 1          |
| 19       | Will Stevens     | Manor-Ferrari        | idő nélkül | –         | 3          |
| 20       | Alexander Rossi  | Manor-Ferrari        | idő nélkül | –         | 4          |

### Második szabadedzés
A japán nagydíj második szabadedzését szeptember 25-én, pénteken délután tartották.
| helyezés | versenyző        | csapat/motor         | elért idő  | különbség | futott kör |
| -------- | ---------------- | -------------------- | ---------- | --------- | ---------- |
| 1        | Danyiil Kvjat    | Red Bull-Renault     | 1:48,277   | −         | 6          |
| 2        | Nico Rosberg     | Mercedes             | 1:48,300   | +0,023    | 8          |
| 3        | Lewis Hamilton   | Mercedes             | 1:48,853   | +0,576    | 8          |
| 4        | Daniel Ricciardo | Red Bull-Renault     | 1:49,097   | +0,820    | 10         |
| 5        | Sebastian Vettel | Ferrari              | 1:50,268   | +1,991    | 19         |
| 6        | Kimi Räikkönen   | Ferrari              | 1:50,319   | +2,042    | 16         |
| 7        | Carlos Sainz Jr. | Toro Rosso-Renault   | 1:50,418   | +2,141    | 6          |
| 8        | Max Verstappen   | Toro Rosso-Renault   | 1:50,542   | +2,265    | 5          |
| 9        | Felipe Nasr      | Sauber-Ferrari       | 1:50,968   | +2,691    | 10         |
| 10       | Pastor Maldonado | Lotus-Mercedes       | 1:51,557   | +3,280    | 7          |
| 11       | Nico Hülkenberg  | Force India-Mercedes | 1:51,674   | +3,397    | 11         |
| 12       | Jenson Button    | McLaren-Honda        | 1:51,861   | +3,584    | 9          |
| 13       | Marcus Ericsson  | Sauber-Ferrari       | 1:51,934   | +3,657    | 12         |
| 14       | Sergio Pérez     | Force India-Mercedes | 1:52,070   | +3,793    | 8          |
| 15       | Romain Grosjean  | Lotus-Mercedes       | 1:52,534   | +4,257    | 6          |
| 16       | Felipe Massa     | Williams-Mercedes    | 1:52,765   | +4,488    | 6          |
| 17       | Fernando Alonso  | McLaren-Honda        | 1:55,239   | +6,962    | 10         |
| 18       | Will Stevens     | Manor-Ferrari        | 1:58,059   | +9,782    | 6          |
| 19       | Alexander Rossi  | Manor-Ferrari        | 1:59,419   | +11,142   | 7          |
| 20       | Valtteri Bottas  | Williams-Mercedes    | idő nélkül | –         | 0          |

### Harmadik szabadedzés
A japán nagydíj harmadik szabadedzését szeptember 26-án, szombaton délelőtt tartották.
| helyezés | versenyző        | csapat/motor         | elért idő | különbség | futott kör |
| -------- | ---------------- | -------------------- | --------- | --------- | ---------- |
| 1        | Nico Rosberg     | Mercedes             | 1:33,995  | −         | 19         |
| 2        | Lewis Hamilton   | Mercedes             | 1:34,292  | +0,297    | 20         |
| 3        | Daniel Ricciardo | Red Bull-Renault     | 1:34,497  | +0,502    | 22         |
| 4        | Valtteri Bottas  | Williams-Mercedes    | 1:34,797  | +0,802    | 27         |
| 5        | Felipe Massa     | Williams-Mercedes    | 1:34,934  | +0,939    | 25         |
| 6        | Kimi Räikkönen   | Ferrari              | 1:35,082  | +1,087    | 16         |
| 7        | Max Verstappen   | Toro Rosso-Renault   | 1:35,160  | +1,165    | 26         |
| 8        | Sebastian Vettel | Ferrari              | 1:35,222  | +1,227    | 16         |
| 9        | Romain Grosjean  | Lotus-Mercedes       | 1:35,602  | +1,607    | 20         |
| 10       | Carlos Sainz Jr. | Toro Rosso-Renault   | 1:35,963  | +1,968    | 29         |
| 11       | Nico Hülkenberg  | Force India-Mercedes | 1:36,110  | +2,115    | 19         |
| 12       | Jenson Button    | McLaren-Honda        | 1:36,174  | +2,179    | 15         |
| 13       | Marcus Ericsson  | Sauber-Ferrari       | 1:36,199  | +2,204    | 19         |
| 14       | Danyiil Kvjat    | Red Bull-Renault     | 1:36,294  | +2,299    | 23         |
| 15       | Pastor Maldonado | Lotus-Mercedes       | 1:36,307  | +2,312    | 21         |
| 16       | Fernando Alonso  | McLaren-Honda        | 1:36,360  | +2,365    | 18         |
| 17       | Sergio Pérez     | Force India-Mercedes | 1:36,430  | +2,435    | 21         |
| 18       | Felipe Nasr      | Sauber-Ferrari       | 1:36,919  | +2,924    | 24         |
| 19       | Will Stevens     | Manor-Ferrari        | 1:39,653  | +5,658    | 24         |
| 20       | Alexander Rossi  | Manor-Ferrari        | 1:39,819  | +5,824    | 22         |

## Időmérő edzés
A japán nagydíj időmérő edzését szeptember 26-án, szombaton futották.
| helyezés              | rajtszám | versenyző        | csapat/motor         | 1. rész  | 2. rész    | 3. rész    | rajthely   | futott kör |
| --------------------- | -------- | ---------------- | -------------------- | -------- | ---------- | ---------- | ---------- | ---------- |
| 1                     | 6        | Nico Rosberg     | Mercedes             | 1:33,015 | 1:32,632   | 1:32,584   | 1          | 16         |
| 2                     | 44       | Lewis Hamilton   | Mercedes             | 1:32,844 | 1:32,789   | 1:32,660   | 2          | 15         |
| 3                     | 77       | Valtteri Bottas  | Williams-Mercedes    | 1:34,326 | 1:33,416   | 1:33,024   | 3          | 11         |
| 4                     | 5        | Sebastian Vettel | Ferrari              | 1:34,431 | 1:33,844   | 1:33,245   | 4          | 11         |
| 5                     | 19       | Felipe Massa     | Williams-Mercedes    | 1:34,744 | 1:33,377   | 1:33,337   | 5          | 12         |
| 6                     | 7        | Kimi Räikkönen   | Ferrari              | 1:34,171 | 1:33,361   | 1:33,347   | 6          | 10         |
| 7                     | 3        | Daniel Ricciardo | Red Bull-Renault     | 1:34,399 | 1:34,153   | 1:33,497   | 7          | 17         |
| 8                     | 8        | Romain Grosjean  | Lotus-Mercedes       | 1:34,398 | 1:34,278   | 1:33,967   | 8          | 19         |
| 9                     | 11       | Sergio Pérez     | Force India-Mercedes | 1:35,001 | 1:34,174   | idő nélkül | 9          | 16         |
| 10                    | 26       | Danyiil Kvjat    | Red Bull-Renault     | 1:34,646 | 1:34,201   | idő nélkül | boxutca[1] | 15         |
| 11                    | 27       | Nico Hülkenberg  | Force India-Mercedes | 1:35,328 | 1:34,390   |            | 13[2]      | 13         |
| 12                    | 55       | Carlos Sainz Jr. | Toro Rosso-Renault   | 1:34,873 | 1:34,453   |            | 10         | 15         |
| 13                    | 13       | Pastor Maldonado | Lotus-Mercedes       | 1:34,796 | 1:34,497   |            | 11         | 13         |
| 14                    | 14       | Fernando Alonso  | McLaren-Honda        | 1:35,467 | 1:34,785   |            | 12         | 8          |
| 15                    | 33       | Max Verstappen   | Toro Rosso-Renault   | 1:34,522 | idő nélkül |            | 17[3]      | 8          |
| 16                    | 22       | Jenson Button    | McLaren-Honda        | 1:35,664 |            |            | 14         | 6          |
| 17                    | 9        | Marcus Ericsson  | Sauber-Ferrari       | 1:35,673 |            |            | 15         | 5          |
| 18                    | 12       | Felipe Nasr      | Sauber-Ferrari       | 1:35,760 |            |            | 16         | 6          |
| 19                    | 28       | Will Stevens     | Manor-Ferrari        | 1:38,783 |            |            | 18         | 5          |
| 107%-os idő: 1:39,343 |          |                  |                      |          |            |            |            |            |
| 20                    | 53       | Alexander Rossi  | Manor-Ferrari        | 1:47,114 |            |            | 19[4]      | 5          |

Megjegyzés:
- ↑ 1:  — Danyiil Kvjat autóját az időmérő edzésen elszenvedett balesetét követően újjá kellett építeni, ezért csak a boxutcából rajtolhatott.[2]
- ↑ 2:  — Nico Hülkenberg az előző nagydíjon Felipe Massával történt ütközése következtében 3 rajthelyes büntetést kapott erre a futamra.[3]
- ↑ 3:  — Max Verstappen az időmérő edzés során veszélyesen parkolta le a meghibásodott autóját, ezért 3 rajthelyes büntetést kapott.[4]
- ↑ 4:  — Alexander Rossi nem tudta megfutni a 107%-os időlimitet, de megkapta a rejtengedélyt a futamra.[5]

## Futam
A japán nagydíj futama szeptember 27-én, vasárnap rajtolt.
| helyezés | rajtszám | versenyző        | csapat/motor         | futott kör | idő/kiesés oka | rajthely | pont |
| -------- | -------- | ---------------- | -------------------- | ---------- | -------------- | -------- | ---- |
| 1        | 44       | Lewis Hamilton   | Mercedes             | 53         | 1:28:06,508    | 2        | 25   |
| 2        | 6        | Nico Rosberg     | Mercedes             | 53         | +18,964        | 1        | 18   |
| 3        | 5        | Sebastian Vettel | Ferrari              | 53         | +20,850        | 4        | 15   |
| 4        | 7        | Kimi Räikkönen   | Ferrari              | 53         | +33,768        | 6        | 12   |
| 5        | 77       | Valtteri Bottas  | Williams-Mercedes    | 53         | +36,746        | 3        | 10   |
| 6        | 27       | Nico Hülkenberg  | Force India-Mercedes | 53         | +55,559        | 13       | 8    |
| 7        | 8        | Romain Grosjean  | Lotus-Mercedes       | 53         | +1:12,298      | 8        | 6    |
| 8        | 13       | Pastor Maldonado | Lotus-Mercedes       | 53         | +1:13,575      | 11       | 4    |
| 9        | 33       | Max Verstappen   | Toro Rosso-Renault   | 53         | +1:35,315      | 17       | 2    |
| 10       | 55       | Carlos Sainz Jr. | Toro Rosso-Renault   | 52         | +1 kör         | 10       | 1    |
| 11       | 14       | Fernando Alonso  | McLaren-Honda        | 52         | +1 kör         | 12       |      |
| 12       | 11       | Sergio Pérez     | Force India-Mercedes | 52         | +1 kör         | 9        |      |
| 13       | 26       | Danyiil Kvjat    | Red Bull-Renault     | 52         | +1 kör         | boxutca  |      |
| 14       | 9        | Marcus Ericsson  | Sauber-Ferrari       | 52         | +1 kör         | 15       |      |
| 15       | 3        | Daniel Ricciardo | Red Bull-Renault     | 52         | +1 kör         | 7        |      |
| 16       | 22       | Jenson Button    | McLaren-Honda        | 52         | +1 kör         | 14       |      |
| 17       | 19       | Felipe Massa     | Williams-Mercedes    | 51         | +2 kör         | 5        |      |
| 18       | 53       | Alexander Rossi  | Manor-Ferrari        | 51         | +2 kör         | 19       |      |
| 19       | 28       | Will Stevens     | Manor-Ferrari        | 50         | +3 kör         | 18       |      |
| 20[1]    | 12       | Felipe Nasr      | Sauber-Ferrari       | 49         | erőforrás      | 16       |      |

Megjegyzés:
- ↑ 1:  — Felipe Nasr nem fejezte be a futamot, de helyezését értékelték, mivel teljesítette a futam több, mint 90%-át.

## A világbajnokság állása a verseny után
| H   | Versenyzők       | Pont | H   | Konstruktőrök        | Pont |
| --- | ---------------- | ---- | --- | -------------------- | ---- |
| 1.  | Lewis Hamilton   | 277  | 1.  | Mercedes             | 506  |
| 2.  | Nico Rosberg     | 229  | 2.  | Ferrari              | 337  |
| 3.  | Sebastian Vettel | 218  | 3.  | Williams-Mercedes    | 208  |
| 4.  | Kimi Räikkönen   | 119  | 4.  | Red Bull-Renault     | 139  |
| 5.  | Valtteri Bottas  | 111  | 5.  | Force India-Mercedes | 77   |
| 6.  | Felipe Massa     | 97   | 6.  | Lotus-Mercedes       | 60   |
| 7.  | Daniel Ricciardo | 73   | 7.  | Toro Rosso-Renault   | 44   |
| 8.  | Danyiil Kvjat    | 66   | 8.  | Sauber-Ferrari       | 26   |
| 9.  | Romain Grosjean  | 44   | 9.  | McLaren-Honda        | 17   |
| 10. | Sergio Pérez     | 39   | 10. | Manor-Ferrari        | 0    |

(A teljes táblázat)

## Statisztikák
- Vezető helyen:
  - Lewis Hamilton: 53 kör (1-53)
- Lewis Hamilton 41. győzelme és 26. leggyorsabb köre.
- Nico Rosberg 17. pole-pozíciója.
- A Mercedes 40. győzelme.
- Lewis Hamilton 82., Nico Rosberg 37., Sebastian Vettel 76. dobogós helyezése.